# Isla Cuidado
Isla Cuidado är en ö i Dominikanska republiken.   Den ligger i provinsen La Romana, i den östra delen av landet, 160 km öster om huvudstaden Santo Domingo.